# HTC Dream
HTC Dream (в США выпущен сотовым оператором T-Mobile под названием T-Mobile G1) — смартфон компании HTC, основанный на платформе Google Android. HTC Dream является первым смартфоном, работающим на операционной системе Android.

## Продажи
В начале октября 2008 года компания T-Mobile объявила о том, что число предварительных заказов на G1 втрое превысило её прогнозы. Официальный выход смартфона на рынок США состоялся 22 октября 2008 года, при этом некоторые пользователи получили свои устройства раньше этого времени. Цена T-Mobile G1 составляла 179 долларов при покупке двухгодового контракта от T-Mobile. 31 октября 2008 года стартовали продажи T-Mobile HTC G1 в Великобритании. За полгода в США был продан 1 миллион устройств.

## Android Dev Phone 1
Потребительская версия T-Mobile G1 была тивоизирована (пользователь не имеет полного доступа к прошивке и не может загрузить неофициальную версию прошивки). Но специально для разработчиков приложений для Android была выпущена нетивоизированная версия данного телефона — Android Dev Phone 1. Модель немного отличается от потребительской дизайном корпуса, продавалась без привязки к SIM-карте по цене 399 $ (плюс 25 $ за регистрацию на Android Market, необходимую для заказа устройства). На момент выпуска аппарат был официально доступен в США, Великобритании, Германии, Японии, Индии, Канаде, Франции, Тайване, Испании, Австралии, Сингапуре, Швейцарии, Нидерландах, Австрии, Швеции, Финляндии, Польше и Венгрии. Однако, этот телефон не имеет доступа к платному разделу Android Market. Доступ был закрыт с целью защиты авторских прав, потому что платные приложения с Android Market помещаются в недоступную пользователю папку, а на Android Dev Phone заблокировать доступ к какой-либо папке невозможно из-за того, что пользователь имеет полный доступ к системе.